# Fuencarral
Fuencarral est une ancienne ville de Nouvelle-Castille annexée par Madrid en 1950. C'est aujourd'hui un quartier de la capitale espagnole.

## Histoire
Située dans la partie nord de Madrid, Fuencarral a été annexée à la ville par un décret du 10 novembre 1950. 
A la fin du XIXe siècle, elle était encore à 8 km du centre de Madrid et comptait 2 120 habitants. Elle était renommée pour ses muscats. 

## Administration
Administrativement, Fuencarral appartient à la commune de Valverde dans le district de Fuencarral-El Pardo. 

## Galerie

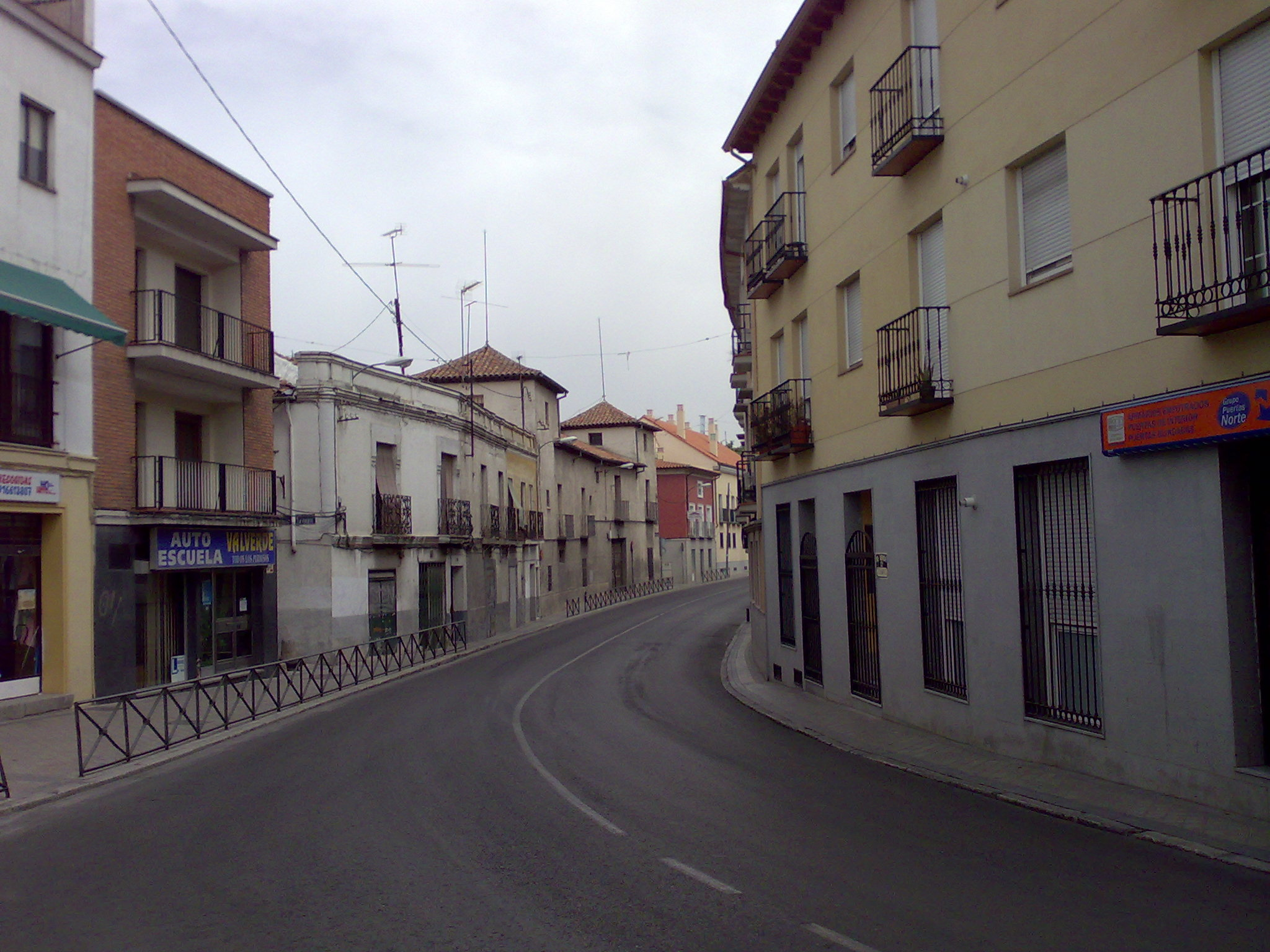
Rue Nuestra Señora
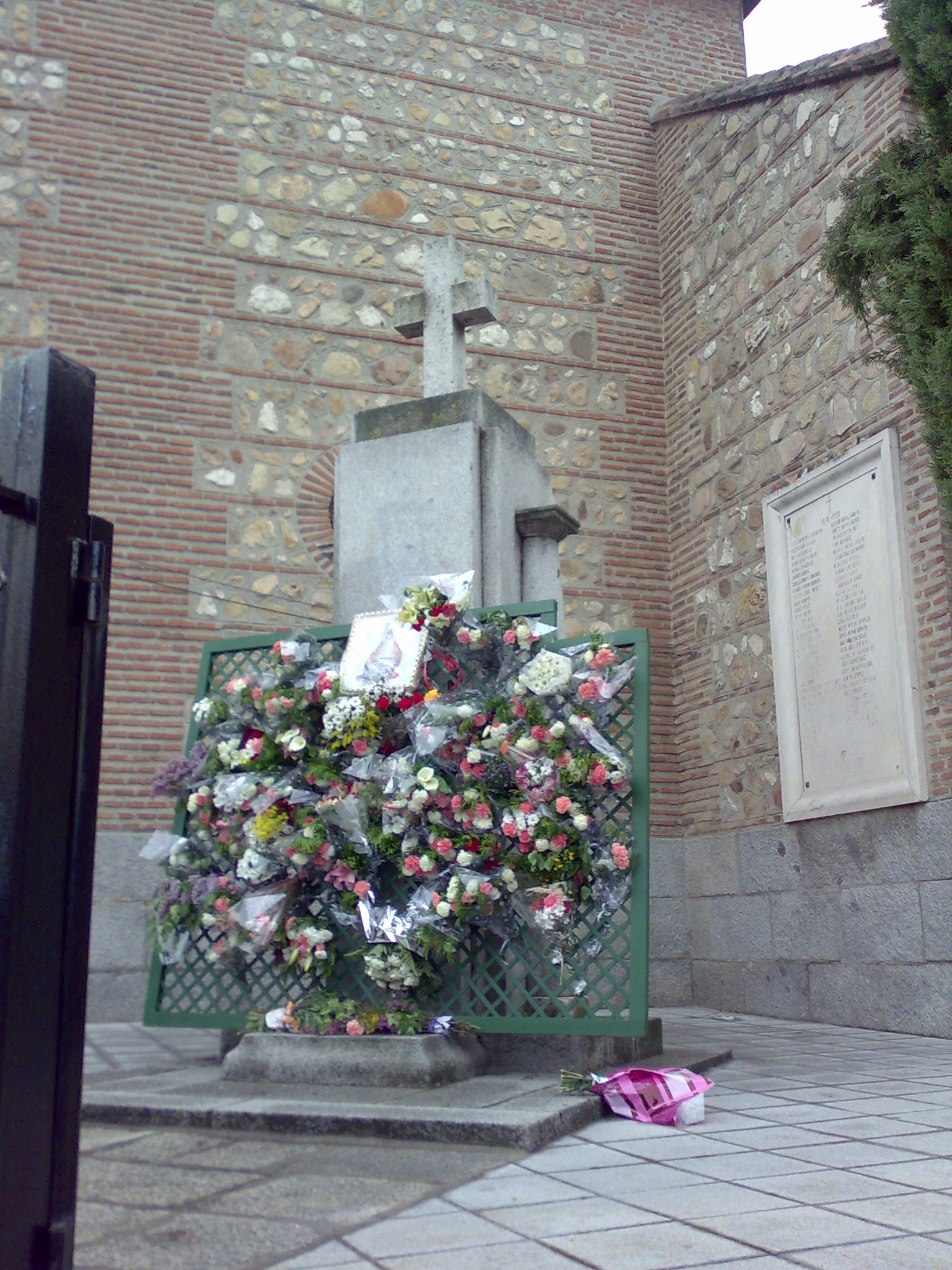
Croix de l’église San Miguel
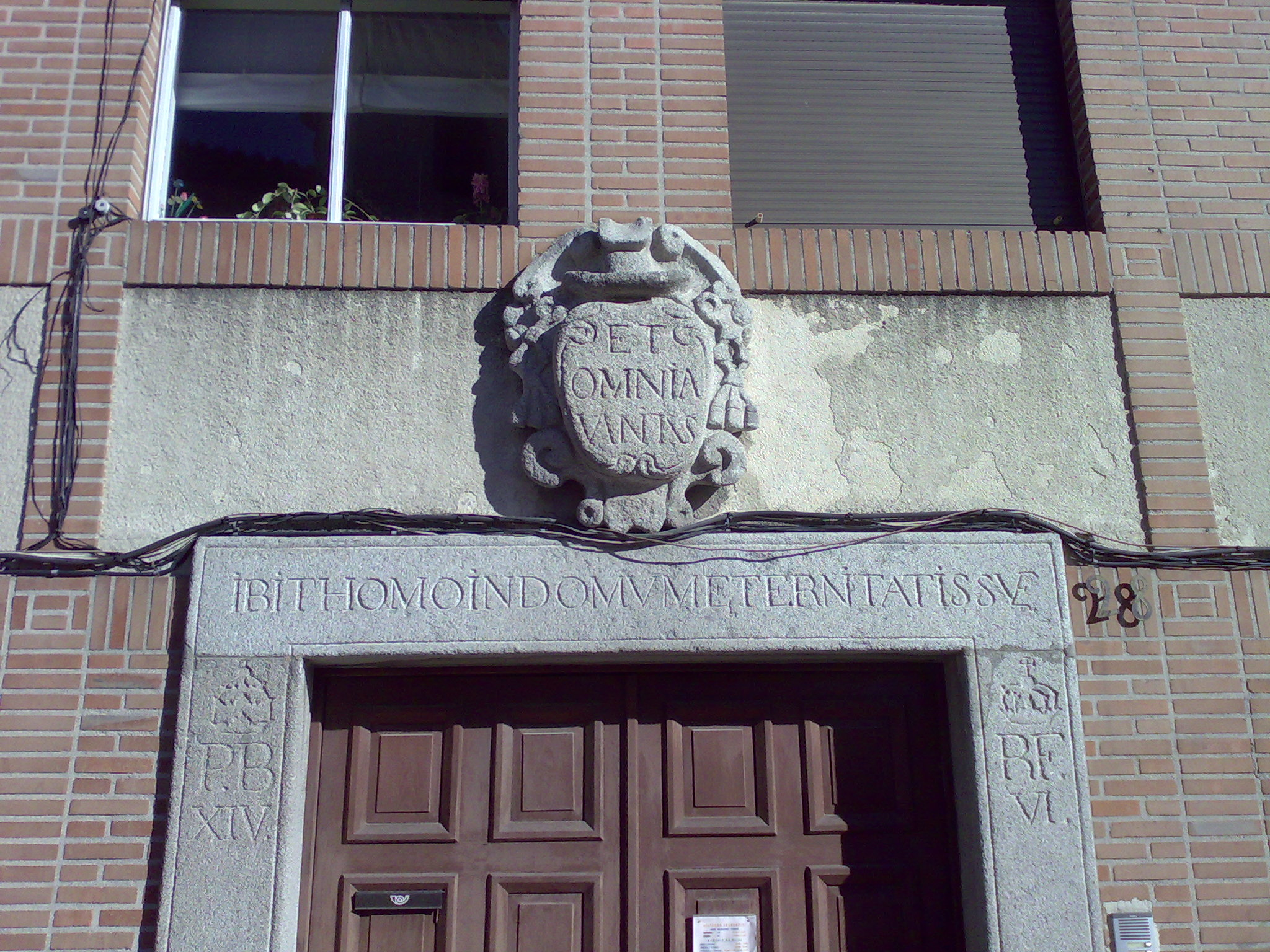
Details de l'entrée de la paroisse de Fuencarral
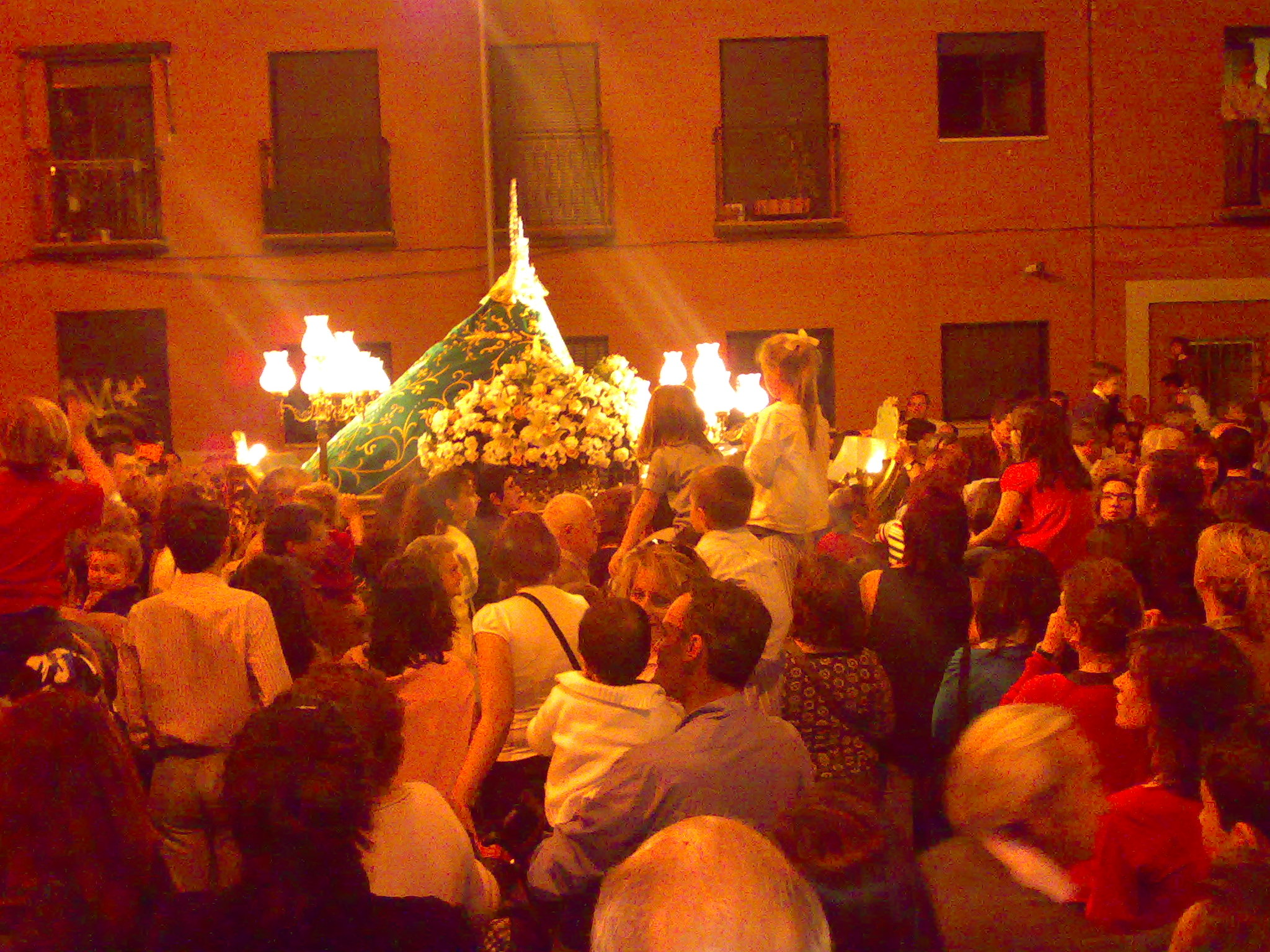
Commémorations de la Vierge de Valverde fêtée le 25 avril à Fuencarral